# 인제경찰서
인제경찰서(麟蹄警察署, Inje Police Station)는 강원특별자치도경찰청이 관할하는 경찰서 중 하나이다. 강원특별자치도 인제군 일대를 관할한다. 강원특별자치도 인제군 인제읍 인제로 209번길 9에 위치하고 있다.
서장은 총경으로 보한다.

## 기본 정보
- 주소: 강원특별자치도 인제군 인제읍 인제로209번길 9
- 우편번호: 24631

## 관할 파출소 및 지구대
| 명칭       | 사진 | 주소                      | 관할구역       | 치안센터     |
| ---------- | ---- | ------------------------- | -------------- | ------------ |
| 상동파출소 |      | 인제읍 인제로178번길 52-6 | 인제읍         |              |
| 북면파출소 |      | 북면 원통로 278           | 북면           | 한계치안센터 |
| 남면파출소 |      | 남면 신남로 49            | 남면           |              |
| 기린파출소 |      | 기린면 기린로 32          | 기린면, 상남면 | 상남치안센터 |
| 서화파출소 |      | 서화면 천도로 134         | 서화면         |              |

## 같이 보기
- 강원특별자치도경찰청